# Pseudodiploria strigosa
Espèce
Pseudodiploria strigosa est une espèce de coraux appartenant à la famille des Mussidae.